# 孙士敦
孙士敦（瑞典語：Carl-Johan (Cay) Sundström，1902年7月1日—1959年3月5日），原名全音译为卡尔-约翰·松德斯特伦或卡伊·松德斯特伦，芬兰左翼政治人物，外交官。驻华大使。

## 生平
1902年7月1日生于哈米纳。在赫尔辛基接受中学教育，后毕业于赫尔辛基大学牙医专业。在大学里思想左倾，呼吁激进改革。1936年入选芬蘭議會议员。1941年8月以谋大逆罪名遭到监禁。1944年9月获释。出狱后至1946年担任芬兰人民民主联盟主席，同时也是议会议员。
1945年至1953年，担任芬兰驻苏联大使。1949年至1953年兼驻罗马尼亚。
1953年11月25日作为公使到任北京。1953年12月2日递交国书。毛泽东在孙士教递交国书的时候谈话的要点，入选《毛泽东选集》第五卷，题目为《原子弹吓不倒中国人民》。1955年1月19日升任大使。1955年8月8日，代表芬兰在《中芬贸易协定》签字，以进一步发展两国间的贸易关系。
1958年11月因病在北京住院治疗，5日周恩来和陈毅前往医院看望。1959年3月5日在斯德哥尔摩去世。